# Dieudonné
Dieudonné ist eine französische Gemeinde mit 973 Einwohnern (Stand: 1. Januar 2022) im Département Oise in der Region Hauts-de-France. Sie gehört zum Arrondissement Senlis, zur Communauté de communes Thelloise und zum Kanton Méru. 

## Geographie
Die Gemeinde Dieudonné liegt in den Pays de Thelle, etwa 15 Kilometer westlich von Creil. Umgeben wird Dieudonné von den Nachbargemeinden Novillers im Nordwesten und Norden, Lachapelle-Saint-Pierre im Norden, Ully-Saint-Georges im Norden und Nordosten, Neuilly-en-Thelle im Osten und Südosten, Puiseux-le-Hauberger im Süden, Anserville im Westen sowie Mortefontaine-en-Thelle im Nordwesten.

## Einwohner
| Jahr                       | 1962 | 1968 | 1975 | 1982 | 1990 | 1999 | 2006 | 2013 | 2021 |
| -------------------------- | ---- | ---- | ---- | ---- | ---- | ---- | ---- | ---- | ---- |
| Einwohner                  | 149  | 151  | 260  | 668  | 791  | 836  | 854  | 836  | 945  |
| Quellen: Cassini und INSEE |      |      |      |      |      |      |      |      |      |

## Sehenswürdigkeiten
- Kirche Notre-Dame de la Nativité: Die ältesten Teile (Chor und Portsal) stammen aus dem 12. Jahrhundert, der Rest aus dem 15. Jahrhundert. Der Turm wurde erst 1886 errichtet.[1] (siehe auch: Liste der Monuments historiques in Dieudonné)

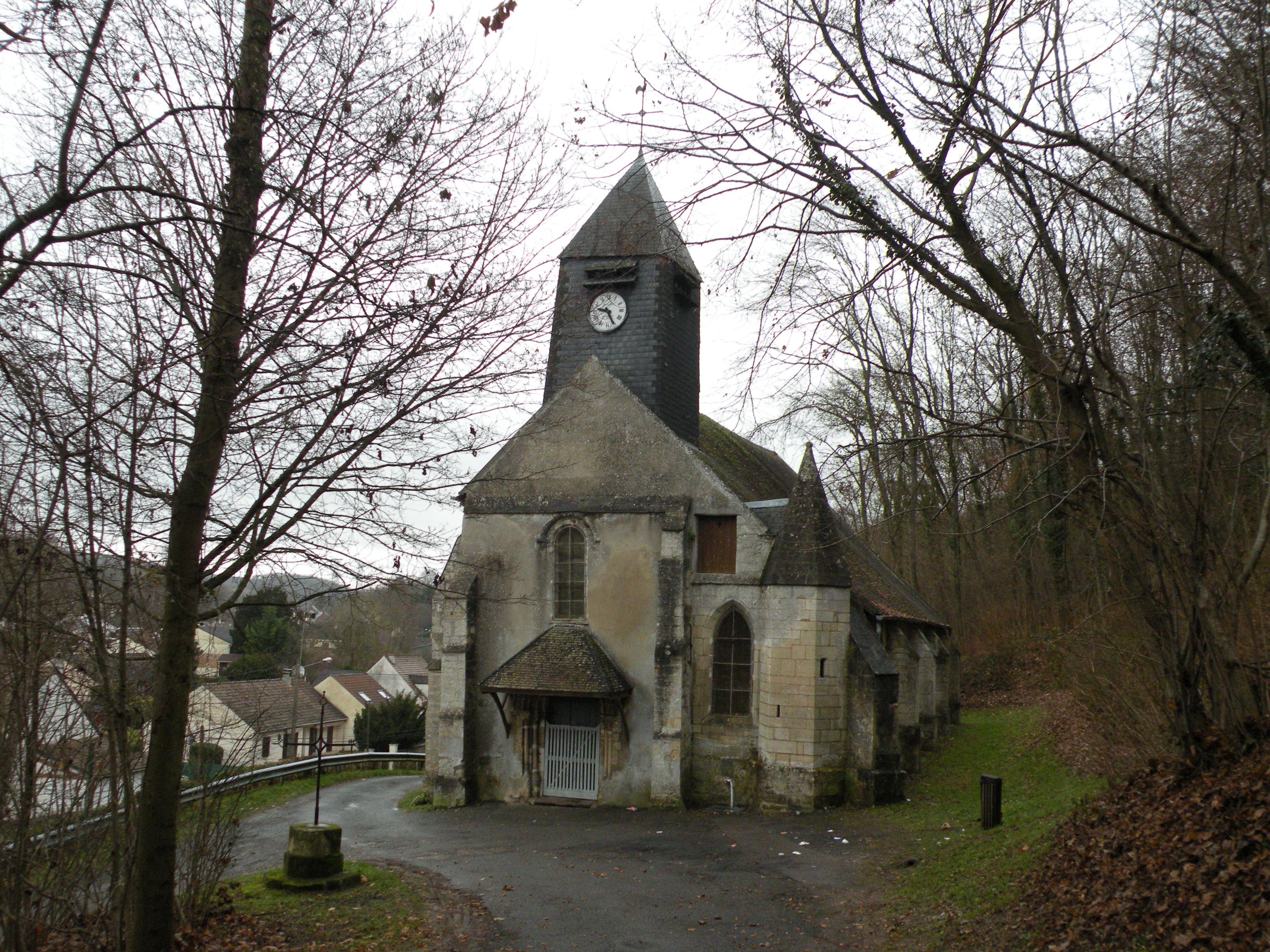
Kirche Notre-Dame de la Nativité
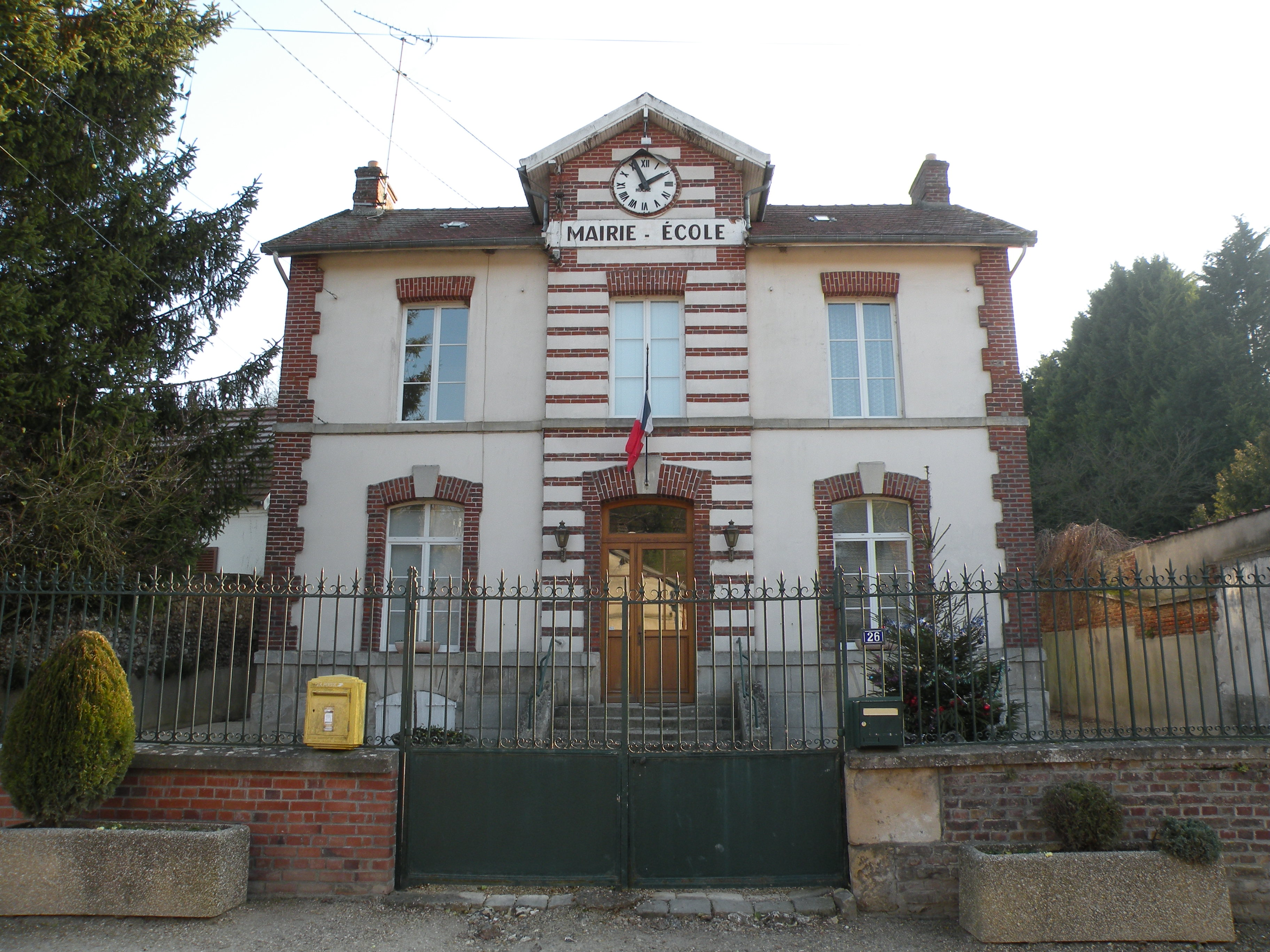
Mairie Dieudonné

## Persönlichkeiten
- Raoul Ubac (1910–1985), Maler

## Nachweise
1. ↑  Website der Gemeinde – L'Èglise, abgerufen am 8. Januar 2019